# Rembang (Ngadiluwih)
Rembang is een bestuurslaag in het regentschap Kediri van de provincie Oost-Java, Indonesië. Rembang telt 5441 inwoners (volkstelling 2010).